# 光柄菇科
光柄菇科（学名：Pluteaceae）是担子菌门下伞菌目的一科。全世界分布。生长在树林内外的地面上，很少寄生于其他真菌上。光柄菇科有6属，其中光柄菇属（Pluteus）和小包脚菇属（Volvariella）所含的种类较多，是倒木上常见的木腐菌。草菇（Volvariella volvacea）是中国传统的栽培食用菌，在印度、印度尼西亚、菲律宾和马达加斯加等国也有栽培。

## 下级分类
- Chamaeota
- 光柄菇属 Pluteus
- Volvaria
- 草菇属 Volvariella
- 小包脚菇属 Volvariopsis
- Volvopluteus